# Інакше не можна
Інакше не можна (рос. Иначе нельзя) — радянський художній фільм 1980 року, знятий на кіностудії «Мосфільм».

## Сюжет
Кінець 1970-х років. На будівництві греблі сибірської електростанції працюють два товариші. Сюжет оповідає про їх самовіддану працю, запеклі суперечки щодо життя і любові. Борис Калінін, молодий кранівник-раціоналізатор, живе і працює в Сибіру на будівництві великої гідроелектростанції. Наближення зими диктує прискорення установки опор на бетонну естакаду. Борис виходить з пропозицією нового методу складання і не відразу отримує підтримку у колективу. Через важкі випробування проходить і його любов до Зіни…

## У ролях
- Володимир Новиков — Борис Калінін, кранівник
- Ірина Шевчук — Зіна Кунгурцева, стропальниця, дівчина Бориса
- Володимир Носик — Олексій Єршов, кранівник, друг і напарник Бориса
- Любов Полехіна — Фаїна Гусєва, бригадир, дівчина Олексія
- Борис Руднєв — Микола Миколайович Звягін, начальник дільниці
- Михайло Кононов — Олександр Петрович Вальков
- Богдан Ступка — Пєтушков, майстер
- Сергій Юртайкин — Іван Мартинович, Інженер з техніки безпеки
- Анатолій Соловйов — Сергій Іванович Ковальов, секретар парткому будівництва
- Олег Мокшанцев — Рожнов, начальник будівництва
- Микола Бармін — Інокентій Михайлович
- Ірина Азер — співробітниця будинку відпочинку
- Анатолій Ведьонкин — шофер
- Валеріан Виноградов — учасник наради
- Еммануїл Геллер — фотограф
- Олег Голубицький — Іван Семенович, начальник технічного відділу будівництва
- Микола Маліков — робітник
- Куаниш Сімбін — Рахімов
- Лев Поляков — учасник наради
- Ольга Прохорова — Звягіна
- Олександр Пятков — будівельник-монтажник
- Олександр Рижков — робітник
- Олена Фетисенко — робітниця
- Віктор Філіппов — учасник наради
- Наталія Хорохоріна — Ольга, сусідка Зіни і Фаїни по кімнаті
- Олександра Харитонова — медсестра
- Валентина Чистальова — робітниця
- Марина Яковлєва — Феня
- Валерій Ольшанський — епізод

## Знімальна група
- Режисер — Сергій Єрін
- Сценаристи — Григорій Марьямов, Франц Таурін
- Оператор — Віктор Масевич
- Композитор — Євген Птичкін
- Художник — Тетяна Ліванова